# Чернівецька обласна рада
Чернівецька обласна рада — є представницьким органом місцевого самоврядування, що представляє спільні інтереси територіальних громад сіл, селищ, міст, у межах повноважень, визначених Конституцією України, Законом України «Про місцеве самоврядування в Україні» й іншими законами, а також повноважень, переданих їм сільськими, селищними, міськими радами.
Обласна рада складається з 64 депутатів, обирається населенням Чернівецької області терміном на 5 років. Рада обирає постійні і тимчасові комісії. Обласна рада проводить свою роботу сесійно. Сесія складається з пленарних засідань і засідань її постійних комісій.

## Склад ради

### Результати виборів

#### 2010
| № | Партія                                 | Здобуто місць |
| - | -------------------------------------- | ------------- |
| 1 | Партія регіонів                        | 49            |
| 2 | Фронт Змін                             | 23            |
| 3 | Всеукраїнське об'єднання «Батьківщина» | 17            |
| 4 | Наша Україна                           | 9             |
| 5 | Всеукраїнське об'єднання «Свобода»     | 4             |
| 6 | Народна партія                         | 1             |
| 7 | Соціалістична партія України           | 1             |

#### 2015
| №  | Партія                                | Здобуто місць |
| -- | ------------------------------------- | ------------- |
| 1  | «Блок Петра Порошенка „Солідарність“» | 15            |
| 2  | ВО «Батьківщина»                      | 12            |
| 3  | Аграрна партія України                | 7             |
| 4  | «Об'єднання „Самопоміч“»              | 5             |
| 5  | Радикальна партія Олега Ляшка         | 5             |
| 6  | «Громадський рух „Народний контроль“» | 4             |
| 7  | ВО «Свобода»                          | 4             |
| 8  | «Наш край»                            | 4             |
| 9  | «Опозиційний блок»                    | 4             |
| 10 | УКРОП                                 | 4             |

### Фракції обласної ради

#### 2010
| № | Партія                                 | Депутатська фракція |
| - | -------------------------------------- | ------------------- |
| 1 | Партія регіонів                        | 48                  |
| 2 | Фронт Змін                             | 23                  |
| 3 | Всеукраїнське об'єднання «Батьківщина» | 10                  |
| 4 | Наша Україна                           | 9                   |
| 5 | За Батьківщину                         | 5                   |
| 5 | Позафракційні                          | 5                   |
| 7 | Всеукраїнське об'єднання «Свобода»     | 4                   |

#### 2015
Блок Петра Порошенка (14)

     ВО «Батьківщина» (11)

     Аграрна партія України (7)

     Радикальна партія Олега Ляшка (5)

     ВО «Свобода» (4)

     Опозиційний блок (4)

     Наш край (4)

     Громадський рух «Народний контроль» (4)

     УКРОП (3)

     Об'єднання «Самопоміч» (2)

     Позафракційні (6)

### Керівництво ради[1]
| ПІБ                       | Посада                                |
| ------------------------- | ------------------------------------- |
| Бойко Олексій Сергійович  | голова обласної ради                  |
| Гуйтор Микола Миколайович | перший заступник голови обласної ради |
| Павлюк Михайло Вікторович | заступник голови обласної ради        |
| Борець Микола Ярославович | керуючий справами обласної ради       |

## Голови обласної ради

### Голови Чернівецького обласного виконавчого комітету
- Очеретяний Володимир Трохимович — 4 липня 1940 — 20 серпня 1940
- Коліков Олексій Леонтійович — 20 серпня 1940 — 13 серпня 1948
- Булдович Роман Єлисейович — 13 серпня 1948 — 20 травня 1950
- Маркін Михайло Семенович — травень 1950 — 5 січня 1953
- Чалий Григорій Сергійович — 10 березня 1953 — 24 жовтня 1955
- Ботвинов Олександр Гнатович — 25 жовтня 1955 — 12 травня 1956
- Бодюх Олексій Омелянович — 3 липня 1956 — 7 серпня 1960
- Мацидонський Федір Гнатович — 20 вересня 1960 — 18 листопада 1963
- Аршинов Дмитро Максимович — 18 листопада 1963 — 25 серпня 1965
- Мусієнко Іван Васильович — 6 грудня 1965 — 17 червня 1973
- Ленчинський Віктор Петрович — 22 червня 1973 — квітень 1990

### Голови Чернівецької обласної ради
- Дмитрієв Євген Іванович — квітень 1990 — червень 1991
- Гнатишин Іван Миколайович — червень 1991 — 28 листопада 1996
- Шилепницький Іван Орестович — 28 листопада 1996 — 20 квітня 2002
- Бауер Теофіл Йозефович — 20 квітня 2002 — 29 серпня 2002
- Смотр Олександр Антонійович — 29 серпня 2002 — 16 червня 2005
- Грушко Олександр Іванович — 23 червня 2005 — 4 травня 2006
- Шилепницький Іван Орестович — 4 травня 2006 — 19 листопада 2010
- Ватаманюк Василь Ананійович — 19 листопада 2010 — 15 лютого 2011
- Гайничеру Михайло Іванович — 16 березня 2012 — 1 грудня 2015
- Мунтян Іван Миколайович — 1 грудня 2015 — 17 грудня 2020
- Бойко Олексій Сергійович — 17 грудня 2020